# Nationale Informationsstelle für Kulturgüter-Erhaltung
De Nationale Informationsstelle für Kulturgüter-Erhaltung (NIKE) is de organisatie die zorg draagt voor het cultureel erfgoed in Zwitserland.
De organisatie is gevestigd in Bern. In de organisatie zijn 31 beroepsverenigingen en publieke organisaties vertegenwoordigd op het gebied van archeologie, folklore en monumentenzorg. NIKE organiseert ook de jaarlijks gehouden "Denkmaltag", de Zwitserse versie van de European Heritage Days, waarbij bezoekers wordt toegestaan monumenten van de Zwitserse inventaris van cultureel erfgoed van nationaal en regionaal belang te bezoeken, die normaal gesproken niet open zijn voor het publiek. De organisatie publiceert vijf of zes keer per jaar een tijdschrift genaamd NIKE-Bulletin.